# Erich von Manstein
 Erich von Manstein, pravim imenom Fritz Erich von Lewinski (Berlin, 24. studenog 1887. – 9. lipnja 1973.) je dugo bio profesionalni vojnik i bio jedan od najvažnijih zapovjednika Njemačkih oklopnih jedinica tijekom Drugog svjetskog rata, dobivši čin feldmaršala, iako nikad nije bio pripadnik nacističke stranke.

## Ratna služba

### 1939. – 1940. Poljska i Francuska
Počevši rat kao načelnik stožera Grupe Armija Jug (Heeresgruppe Sud) tijekom Poljske kampanje, Erich von Manstein držao je čin General-poručnika. Nakon kapitulacije Poljske, bio je prebačen na zapadno bojište za akciju protiv Francuske. Protivio se početnom ratnom planu - kopiji Schlieffen Plana iz 1. svj. rata - i predložio svoj vlastiti (Sichelschnitt), koji je predlagao korištenje Blitzkrieg taktike kojom bi se izolirao veliki dio savezničkih snaga u Belgiji i sjevernoj Francuskoj te ih prisilio na predaju. Naišao je na golemi otpor kod viših njemačkih zapovjednika, sve dok nije plan prezentirao izravno Adolfu Hitleru, koji je bio oduševljen i pretvorio plan (malo modificirani) u službeni. U to je vrijeme "promaknut" (zapravo maknut radi petljanja u planove) u zapovjedništvo na terenu, gdje je zapovjedao 38. armijskim korpusom (XXXVIII. Armeekorps). Nevjerojatan uspjeh njegova plana značio je kapitulaciju Francuske u rekordnom roku i njegovo promaknuće u Generala i donio mu Željezni križ.

### 1941. – 1942. Barbarossa i Krim
Za Operaciju Barbarossa, Manstein je zapovjedao 56. oklopnim korpusom (LVI. Panzerkorps) koji je napredovao najdublje unutar teritorija SSSR-a prva dva dana rata.
Pred kraj 1941., Manstein je postavljen za zapovjednika 11. Armije koja je imala za zadatak zauzeti Krim. Snage koje su mu dane na zapovjedanje - oslabljena vojska (uz pomoć jedne Rumunjske vojske) bez tenkova i s malo zrakoplovstva - bila je nedovoljna da zauzme teško utvrđeni Krim (i utvrdu Sevastopolj - tada jednu od najjačih na svijetu), ali je do kraja godine ipak preuzeo kontrolu nad čitavim Krimom s iznimkom samog Sevastopolja. Sovjeti su pokušali protuofenzivu tijekom zime - uključujući i amfibijsko iskrcavanje na tri točke istočnog Krima - čime su privremeno zaustavili njemačko napredovanje, ali je sljedeće godine Manstein dobio pojačanje i zauzeo Sevastopolj. Za nagradu, biva unaprijeđen u čin Feldmaršala.
Tada je postavljen za zapovjednika Lenjingradskog bojišta. Na ovoj poziciji nije ostao dugo, ali je odbio nekoliko teških napada većih Sovjetskih snaga.

### 1943. Staljingrad, Harkov, Kursk
Bitka za Staljingrad dovela je do katastrofe kada su njemačke snage opkoljene pred sam kraj 1942. godine. Hitler postavlja Mansteina za zapovjednika snaga koja bi trebala osloboditi zarobljene njemačke snage u Staljingradu (Heeresgruppe Don). Manstein 12. prosinca, 1942. pokreće operaciju Zimska Oluja s ciljem oslobađanja njemačkih snaga zarobljenih u Staljingradu. Isprva operacija je krenula glatko za Nijemce, no kako su se približavali samome gradu sovjetski otpor je postajao sve snažniji, te Mansteinove jedinice bivaju zaustavljene blizu Staljingrada. Uočivši da neće stići do grada, Manstein savjetuje Paulusa da napusti grad i krene u proboj prema njegovim jedinicama, međutim general Schmidt (Paulusov načelnik stožera) uvjerava Paulusa da pričeka Hitlerovo dopuštenje za proboj, koje nikada nije došlo. Sovjeti su pokrenuli napad na Mansteinove jedinice koje su bile nadomak Staljingrada, te ga odgurali nazad na početne položaje,
s čime nade o oslobađanju 6. armije u Staljingradu propadaju. Kako je opskrba zrakom bila nedostatna, a spasilačka operacija neuspješna, 6. armija se predala 31. siječnja 1943.
Nijemci su sada bili u općem povlačenju, što je Manstein - kao zapovjednik Južnog bojišta (Heeresgruppe Süd)- najjače osjećao. Napravivši taktičko povlačenje, potom jaki protuudar, potpuno je zaustavio Sovjetsku ofenzivu u Trećoj bitci za Harkov.
Taj je uspjeh omogućio Nijemcima da se pregrupiraju i lansiraju veliku ofenzivu (Bitka kod Kurska), koja je propala jer su Sovjeti dobili informacije o tome mjesecima ranije i pripremili jaku obranu. Propast ofenzive gurnula ih je natrag na povlačenje koje će trajati do vrata Berlina.

### 1944. Kraj rata
Vodio je aktivnu i sposobnu kampanju povlačenja na južnom bojištu tijekom 1944. godine. Tijekom povlačenja, nanio je veće gubitke neprijatelju nego što su ih Nijemci zadobili. No unatoč tomu, njemačke snage su pretrpjele teške poraze, a to je uvelike bila zasluga i najvećeg Mansteinova protivnika, sovjetskog maršala Georgija Žukova.
Krajem 1943. i početkom 1944., njemačke snage na Istočnoj bojišnici, uglavnom one pod Mansteinovim zapovjedništvom, doživljavaju dva teška poraza u Žitomirsko-berdičevskoj operaciji, te Korsunjsko-ševčenkovskoj operaciji. Te dvije sovjetske ofenzive su teški porazi njemačkih trupa na Istočnom bojištu. Konačno je strategijski front Mansteinovih trupa rasječen u još jednoj velikoj sovjetskoj ofenzivi.
Von Manstein je bio jedan od rijetkih generala koji se nisu bojali suprotstaviti Hitleru kada je situacija zahtijevala. Više puta je ignorirao izravne naredbe i nadglasavao Führera kada je to trebalo, a ovaj je to tolerirao zato što je Mansteina previše trebao. Međutim, Hitler je konačno izgubio strpljenje 1944. godine i otpustio ga iz vojske - za razliku od većine ostalih generala koje je otpustio, to se odigralo časno, tj. nije otpušten, nego "umirovljen".

## Poslije rata
Godine 1949. našao se na Britanskom vojnom sudu zbog ratnih zločina na inzistiranje SSSR-a. Glavnina optužbi svodila se na zloglasnu Komesarsku naredbu kojom je njemačko zapovjedništvo preporučilo da se Komunistički Komesari (pripadnici NKVDa koje je Staljin dodijelio vojnim postrojbama da osiguraju odanost i osujete moguća povlačenja) ubiju na mjestu zarobljavanja bez suđenja. Činjenica je da naredba nije bila obvezujuća, a Mansteinov je stožer navodno to izdao kao naredbu, što je tehnički ratni zločin. Olakšavajuća je okolnost (na što se on i pozivao tijekom suđenja) da su komesari nosili naoružanje, a civilnu odjeću (tj. nisu nosili uniforme), čime nisu zaštićeni ratnim pravima, već se smatraju ne-regularnom vojskom bez prava. Druga glavna optužba odnosila se na "Reichenau naredbu" kojom je rečeno da su partizani i Židovi jedno te isto, te se vojnici pozivaju na to da im ne pokazuju milost. Von Manstein je bio jedan od manjine zapovjednika koji je svojevoljno podupro tu naredbu. Njegova je obrana bila da se ne sjeća da je ikada dao takvu naredbu.
U obrani je uspio pobiti većinu optužbi, ali ne sve, pa je osuđen na 18 godina zatvora, koje su poslije smanjene na 12, ali je pušten poslije 4 godine zbog zdravstvenih razloga.
Nakon puštanja bio je savjetnik novoj Njemačkoj vojsci Bundeswehru.
Umro je u Irschenhausenu u Bavarskoj, 10. lipnja 1973.